# Antiparactis
Antiparactis is een geslacht van zeeanemonen uit de klasse van de Anthozoa (bloemdieren).

## Soort
- Antiparactis lineolata of Antiparactis lineolatus  (Couthouy in Dana, 1846)